# MRPS18A
MRPS18A‏ (Mitochondrial ribosomal protein S18A) هوَ بروتين يُشَفر بواسطة جين MRPS18A في الإنسان.